# Wilhelm Glombik
Wilhelm Glombik (ur. 6 kwietnia 1895 w Raciborzu - ?) – powstaniec śląski.
Syn Jana. Po wybuchu I wojny światowej zmobilizowany do armii niemieckiej, służył w 2 kompanii w 62 pułku piechoty w Koźlu. Został ranny na froncie zachodnim w październiku 1914. Podczas III powstania śląskiego dowódca 7 kompanii 2 baonu 4 pułku strzelców raciborskich. W okresie międzywojennym mieszkał w Zgodzie (Nowy Bytom), w pow. świętochłowickim. Pracował w Hucie "Pokój". Członek Związku Powstańców Śląskich. Po II wojnie światowej pracował w Spółdzielni "Samopomoc Chłopska".

## Odznaczony
Medal 10-lecia Polski Ludowej (9 listopada 1955)